# Can Marçal (Orís)
Can Marçal és una masia d'Orís (Osona) inclosa a l'Inventari del Patrimoni Arquitectònic de Catalunya.

## Descripció
Masia de petites dimensions amb teulades desiguals i aiguavés a dues vessants laterals. El material utilitzat és pobre, realitzat amb tàpia.
Hi ha poques obertures, només dues tenen la pedra treballada.
En una llinda a la façana lateral hi ha la data de 1787.